# Davidpsalm

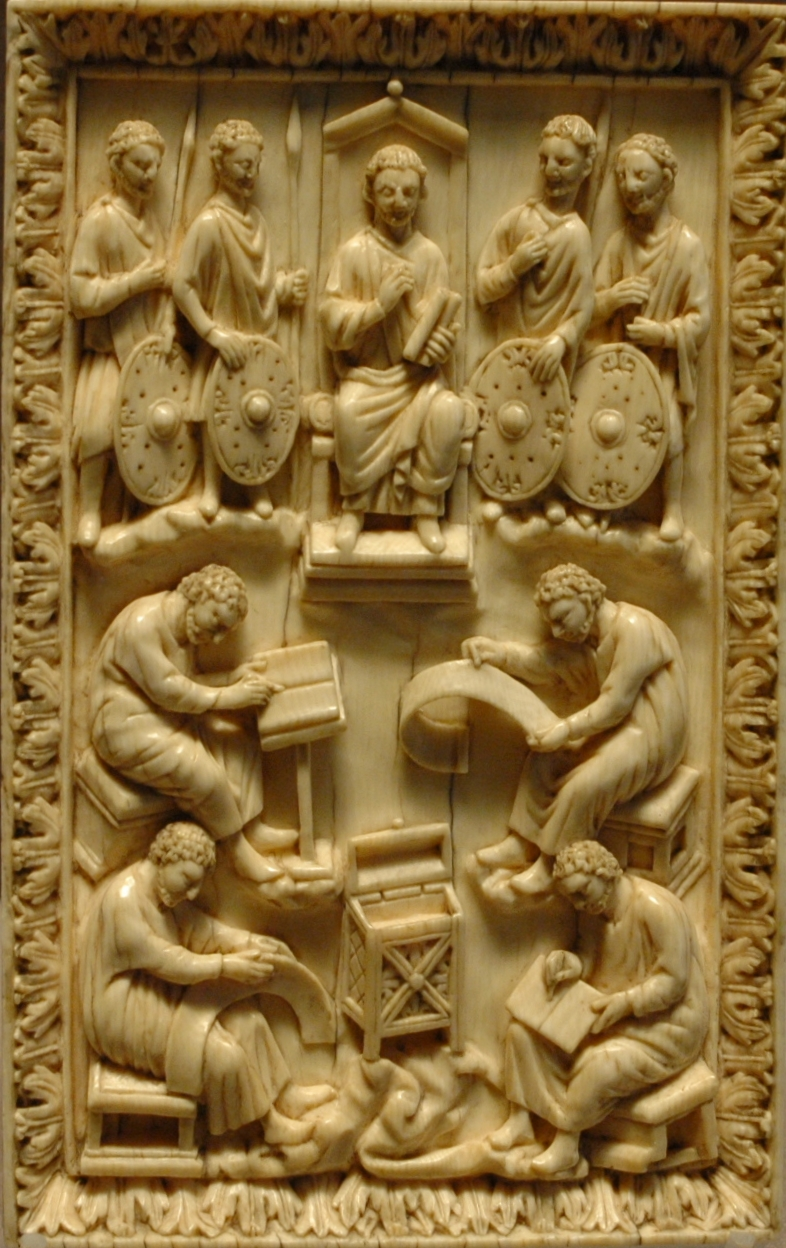
Mittelalterliche Darstellung, wie David die Psalmen diktiert.

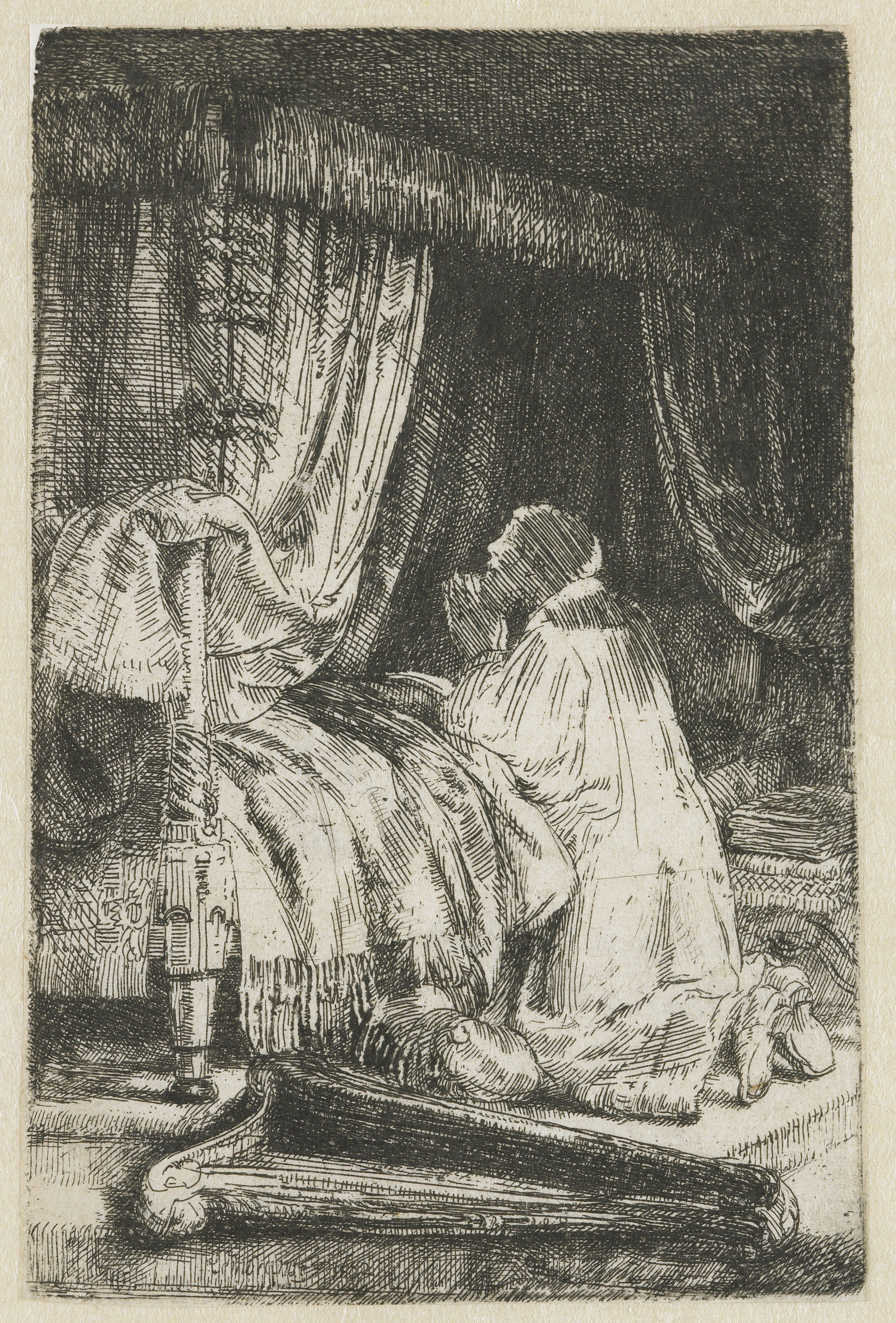
David betet – hier dargestellt auf einer Radierung Rembrandts

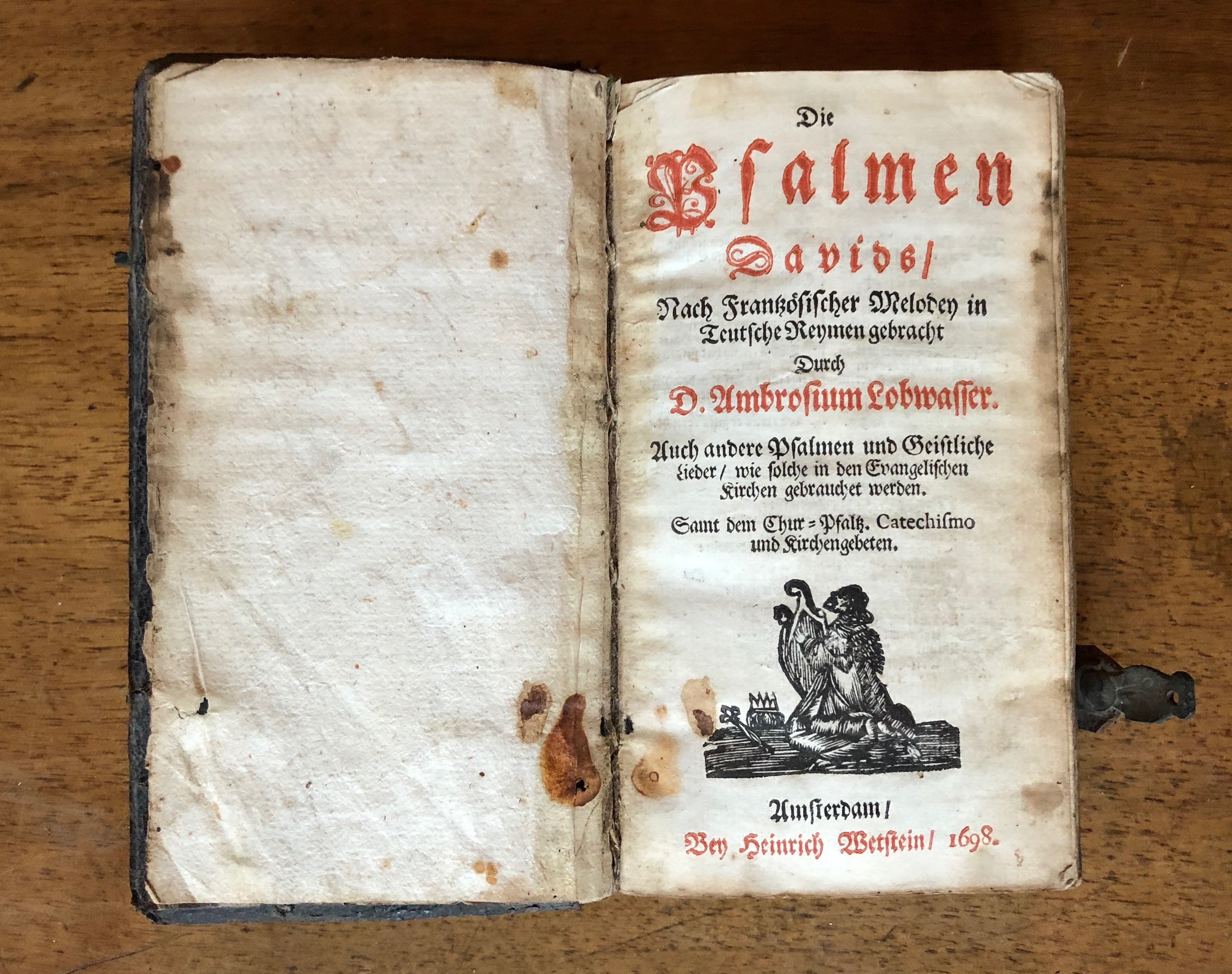
Ambrosius Lobwassers Vertonung der Psalmen Davids, 1698

Ein Davidpsalm ist ein Psalm aus dem biblischen Buch der Psalmen, der in seinem ersten Vers auf den israelitischen König David verweist. Davidisierung des Psalters bezeichnet die Verbindung der Psalmen mit dem Leben und Wirken Davids, sodass der Leser David als Vorbild betrachten kann, dessen Darstellung sich im Gegenzug poetisierte.
Die Angabe lautet in der hebräischen Fassung מִזְמוֹר לְדָוִד (mizmor ledavid). Der Ausdruck wird traditionell als Angabe einer Urheberschaft („le auctoris“) verstanden und mit „von David“ übersetzt (beispielsweise in der Einheitsübersetzung und der Lutherbibel). Die Präposition לְ (le) kann sich aber auch auf die Richtung beziehen, sodass der Ausdruck mit „für/über David“ oder „dem David zugehörig“ wiederzugeben ist. Damit wird dann die messianische Bedeutung des Psalms für das jüdische Volk ausgedrückt. In vierzehn der Davidpsalmen wird diese Angabe durch biographische Angaben über David entsprechend den Samuelbüchern ergänzt. Dadurch wird David nicht nur zur Identifikationsfigur für den Psalmenbeter, sondern David poetisiert dargestellt. In der redaktionsgeschichtlichen Forschung seit dem 19. Jahrhundert werden diese Psalmenüberschriften in der Regel als sekundär eingestuft.
Die Davidpsalmen sind die größte namentlich markierte Psalmengruppe vor den zwölf Asafpsalmen und den zwölf Korachpsalmen.

## Sammlung und Gliederung

### Hebräische Bibel
73 Psalmen der hebräischen Bibel werden als „Davidpsalmen“ bezeichnet; ihre Position innerhalb des Psalters ist gegliedert:
- Psalm 3–41 (Davidpsalter I)
- Psalm 51–72 (Davidpsalter II)
- Psalm 86
- Psalm 101–103 (Davidpsalter III)
- Psalm 108–110 (Davidpsalter IV)
- Psalm 138–145 (Davidpsalter V)

Nähere biographische Verweise enthalten folgende vierzehn Psalmen (Übersetzung nach der textkritischen Elberfelder Bibel)
- Psalm 3: „als er vor seinem Sohn Absalom floh“ (vgl. 2 Sam 15,13–17 Elb)
- Psalm 7: „das er dem Herrn sang wegen des Benjaminiters Kusch“ (vgl. 2 Sam 16,5 Elb; 19,16)
- Psalm 18: „an dem Tag, als ihn der Herr aus der Gewalt all seiner Feinde und aus der Hand Sauls errettet hatte“ (vgl. 2 Sam 22,1–51 EU)
- Psalm 30: „zur Tempelweihe“ (vgl. 2 Sam 5,11-12 Elb; 6,17)
- Psalm 34: „als er sich vor Abimelech wahnsinnig stellte und dieser ihn fortjagte und er ging“ (vgl. 1 Sam 21,11–16 Elb)
- Psalm 51: „als der Prophet Nathan zu ihm kam, nachdem er zu Batseba eingegangen war“ (vgl. 2 Sam 12,1–15 Elb)
- Psalm 52: „als der Edomiter Doëg zu Saul kam und ihm meldete: David ist in das Haus des Ahimelech gegangen“ (vgl. 1 Sam 22,9–10 Elb)
- Psalm 54: „als die Sifiter kamen und Saul meldeten: David hält sich bei uns verborgen“ (vgl. 1 Sam 23,19 Elb)
- Psalm 56: „als die Philister ihn in Gat ergriffen“ (vgl. 1 Sam 21,11–12 Elb)
- Psalm 57: „als er vor Saul in die Höhle floh“ (vgl. 1 Sam 22,1 Elb; 24,3)
- Psalm 59: „als Saul hinschickte und man das Haus bewachte, um ihn zu töten“ (vgl. 1 Sam 19,11 Elb)
- Psalm 60: „als er mit den Aramäern Mesopotamiens und den Aramäern von Zoba kämpfte und als Joab umkehrte und die Edomiter im Salztal schlug, zwölftausend Mann“ (vgl. 2 Sam 8,3–13 Elb)
- Psalm 63: „als er in der Wüste Juda war“ (vgl. 1 Sam 23,14 Elb oder 2 Sam 15,23–28 Elb)
- Psalm 142: „als er in der Höhle war“ (vgl. 1 Sam 22,1 Elb; 24,3)

### Septuaginta
In der griechischen Übersetzung, der Septuaginta, werden zehn weitere Psalmen als „Davidpsalmen“ (ψαλμὸς τῷ Δαυίδ, psalmos tō Dauid) benannt; insgesamt also 83.
Psalm 151, der in den Septuagintahandschriften mit enthalten ist, wird in der (hebräischen) Großen Psalmenrolle 11QPsa von Qumran auch als „Davidpsalm“ bezeichnet.
In ihr heißt es auch, David habe 3.600 Loblieder (tehilim) verfasst.
Die Davidisierung kann also als Prozess betrachtet werden, der das Psalmendichten dem David ebenso zuspricht wie dem König Salomo die Weisheit.

### Neues Testament
Im Neuen Testament werden an einigen Stellen unter Berufung auf David Zitate aus weiteren Psalmen angeführt: Apg 4,25  aus Psalm 2, Apg 2,25–28  aus Psalm 16, Röm 4,6–8  aus Psalm 32, Röm 11,9  aus Psalm 69, Hebr 4,7  aus Psalm 95, Mt 22,43–44  und Parallelstellen sowie Apg 2,34–35  aus Psalm 110.

## Theologisches Profil
Die meisten Davidpsalmen sind individuelle Klage- und Bittgebete in feindlicher Bedrängnis, denen stets Lob- und Dankpsalmen zugeordnet sind, die die Erhörung der Klage bzw. Errettung aus der Not beschreiben. Das betende Ich der Davidpsalmen ist verschieden: manchmal ist es königlich-hoheitlich mit einem ebensolchen JHWH-Bild, dabei wird die Rettung vom Tempel erhofft, in anderen Fällen steht das verfolgte Ich als arm und gerecht da, welches hofft, dass JWHW Gerechtigkeit durchsetzen wird.

## Entstehungszeit
Es besteht in der Forschung ein Konsens, dass die Davidpsalmen nicht von David verfasst sind. Die tatsächliche Entstehungszeit der Davidpsalmen ist jedoch sehr umstritten und meist nicht mit letzter Sicherheit zu klären. Teilweise wird ihre Entstehung in der exilischen und nachexilischen Zeit vermutet.

## Rezeption
Die Davidpsalmen oder auch die „Psalmen Davids“ kollektiv für den ganzen Psalter sind Gegenstand von Vertonungen, Nachdichtungen und anderen künstlerischen Werken, siehe dazu die Übersicht unter Psalmen Davids.